# Molezuelas de la Carballeda
Molezuelas de la Carballeda – gmina w Hiszpanii, w prowincji Zamora, w Kastylii i León, o powierzchni 34,56 km². W 2011 roku gmina liczyła 90 mieszkańców.